# Jan Zawiejski

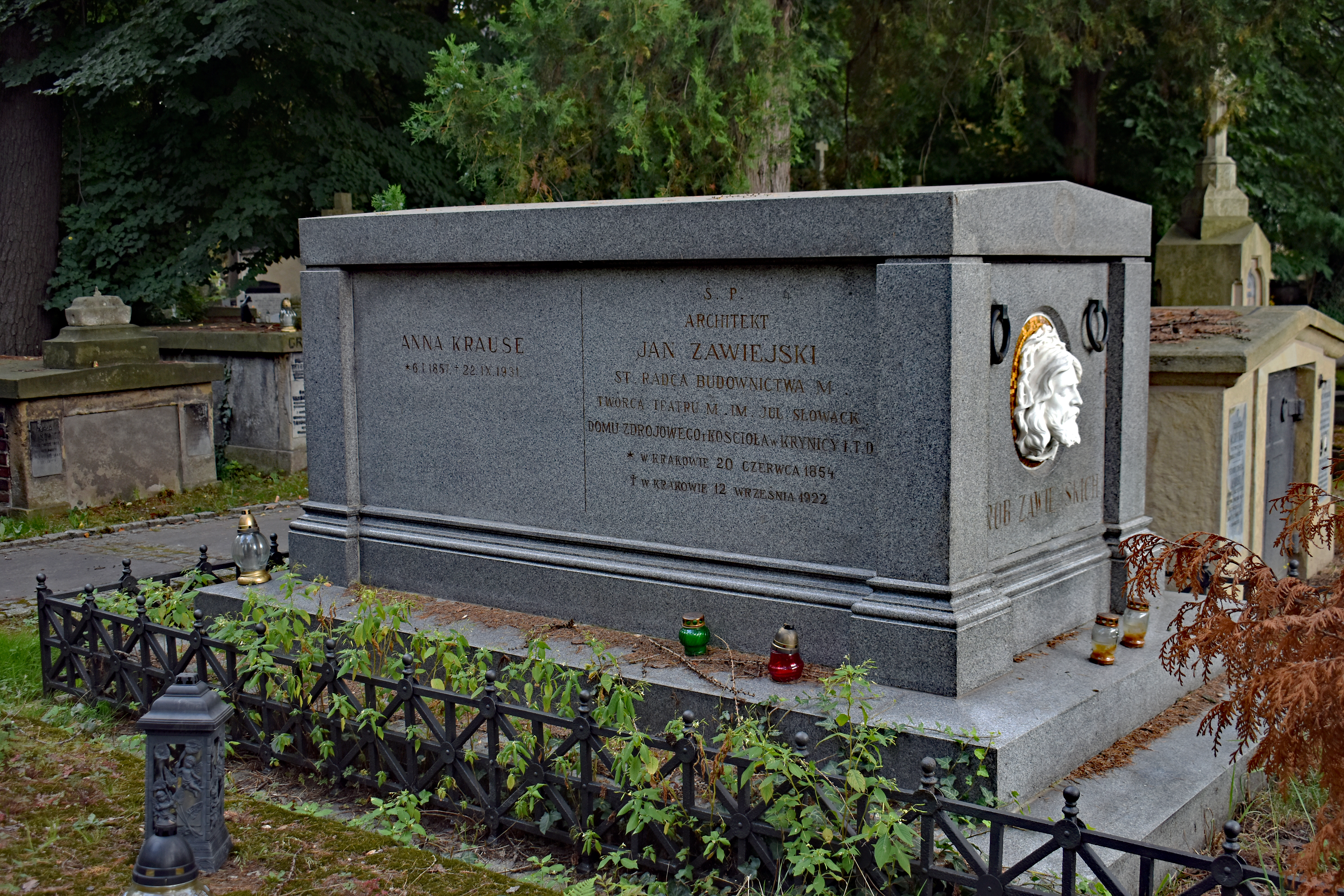
Cmentarz Rakowicki.
Grobowiec rodziny Zawiejskich.

Jan Zawiejski, właśc. Jan Baptysta Feintuch (ur. 20 czerwca 1854 w Krakowie, zm. 9 września 1922 tamże) – polski architekt pochodzenia żydowskiego, przedstawiciel historyzmu.

## Życiorys
Wywodził się z rodziny bogatych kupców żydowskich. Protoplastą rodu był Marcin Feintuch, właściciel firmy spedycyjnej, którego synowie Leon (od 1882 nosił nazwisko Zawiejski, ojciec Jana) i Stanisław (od 1894 nosił nazwisko Szarski) również zajmowali się działalnością handlową. W 1846 rodzina Feintuchów ochrzciła się w ewangelickim kościele św. Marcina w Krakowie.
W latach 1872–1873 studiował w Królewskiej Bawarskiej Szkole Politechnicznej w Monachium, a następnie w latach 1873–1878 odbył studia architektoniczne w Szkole Politechnicznej w Wiedniu. Był profesorem Krakowskiej Szkoły Przemysłowej, współpracownikiem pism „Architekt” i „Nowa Reforma”, architektem miejskim Krakowa (1900–1914).
Został pochowany na cmentarzu Rakowickim w Krakowie (pas 23, płd.).

## Projekty
Przedstawiciel historyzmu, projektował budynki szkolne: przy Rynku Kleparskim 18 (1901), ulicy Topolowej 20/22 (1904), ulicy Wąskiej 3–7 (1905–1906 oraz 1908–1910), ulicy Szlak 5–7 (1911) czy ul. Kapucyńskiej 2 (1906) dla Szkoły Handlowej w Krakowie), kamienice, np. kamienicę Turnauów przy ulicy Siemiradzkiego 2 róg ulicy Łobzowskiej 28 (1889–1891) oraz własną kamienicę zwaną „Jasnym Domem” na rogu ulic Biskupiej i Łobzowskiej (1909), a także m.in. gmach Teatru im. Juliusza Słowackiego w Krakowie (1889–1893). Za projekt i realizację Teatru Miejskiego w Krakowie w 1894 został odznaczony Krzyżem Kawalerskim Order Franciszka Józefa. W latach 1892–1893 zbudował przy teatrze elektrownię (obecnie Scena Miniatura) w stylu neorenesansowej willi. W 1911 na zlecenie Gminy Ewangelickiej zaprojektował dom przy ulicy Grodzkiej 58 nawiązujący do barokowej fasady kościoła św. Marcina. W latach 1913–1917 zaprojektował budynek dawnego Zakładu Sanitarnego przy ulicy Prądnickiej 80 (obecnie Szpital im. Jana Pawła II. W 1909 podjął się konserwacji budynków probostwa kościoła św. Krzyża, przywracając im dawny średniowieczny wygląd. W latach 1907–1913 na zlecenie rady miejskiej kierował przebudową pałacu Wielopolskich, który jest siedzibą krakowskiego Magistratu. W 1916 przedstawiono jego projekt gmachu teatru ludowego w Krakowie. Z prac, które znajdują się poza Krakowem, należy wspomnieć budowę Starego Domu Zdrojowego w Krynicy-Zdroju, prowadzoną w latach 1886–1889 wspólnie z Julianem Niedzielskim.

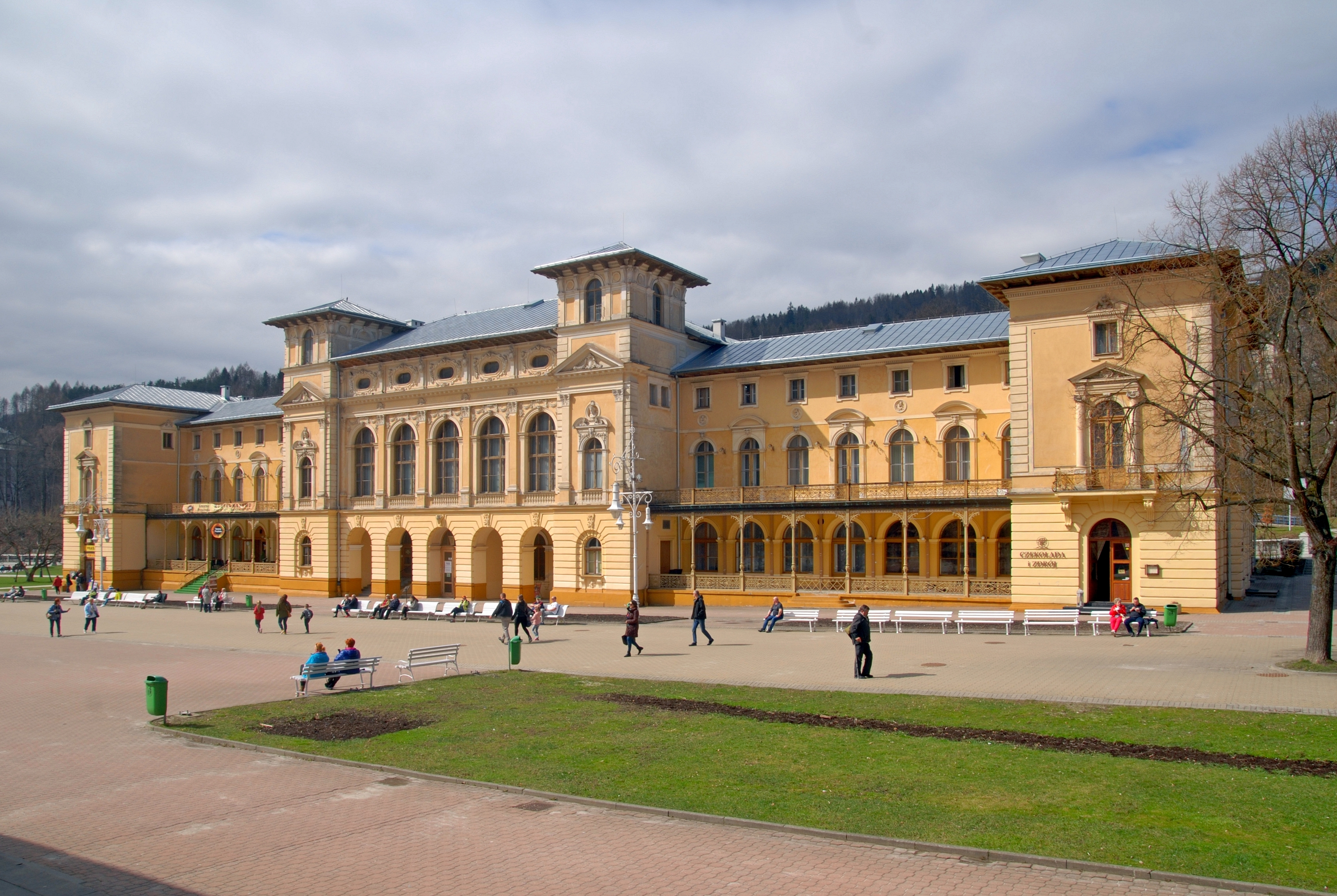
Stary Dom Zdrojowy (1880) Krynica-Zdrój al. Nowotarskiego 2
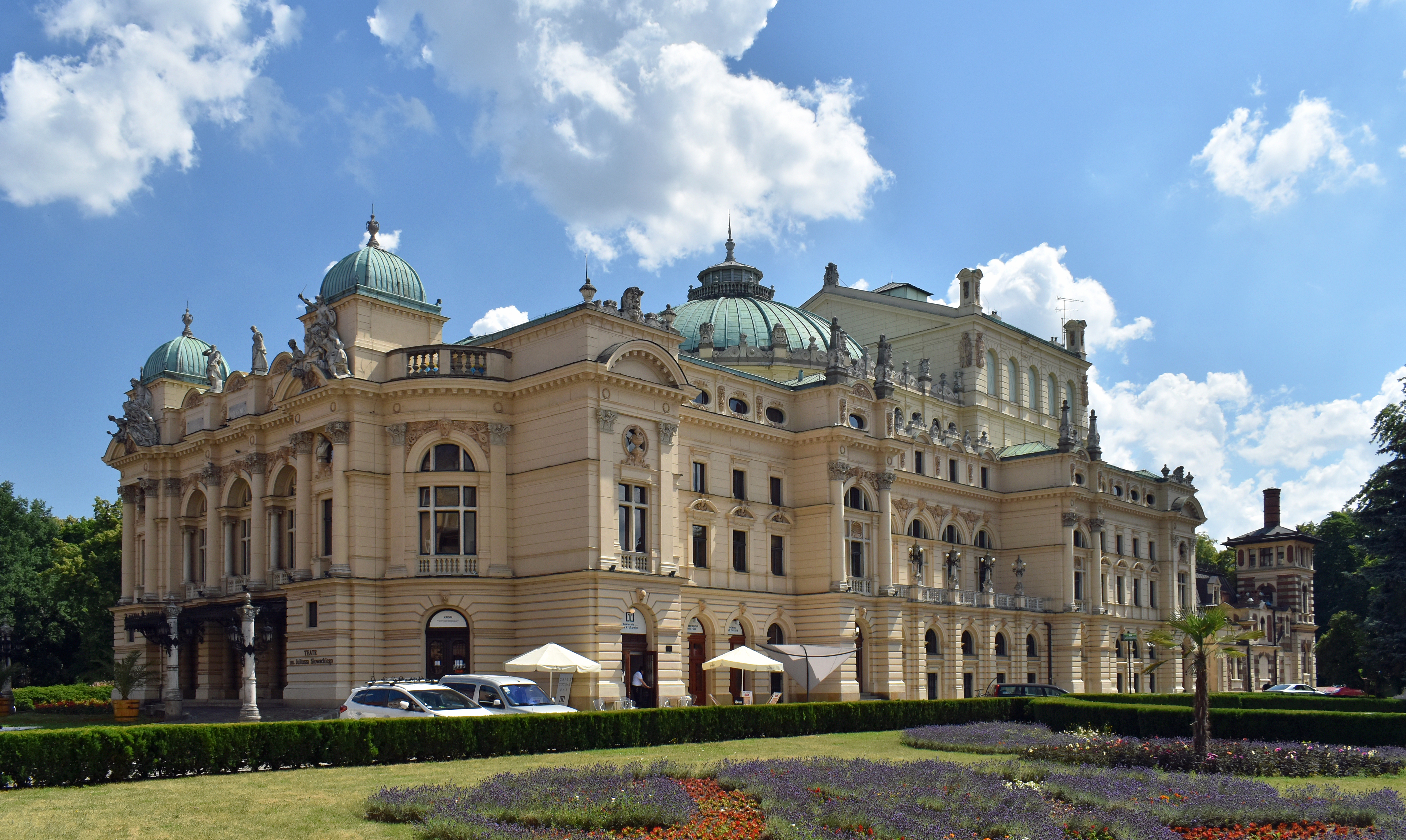
Teatr Słowackiego (1891) Kraków,  pl. Świętego Ducha 1
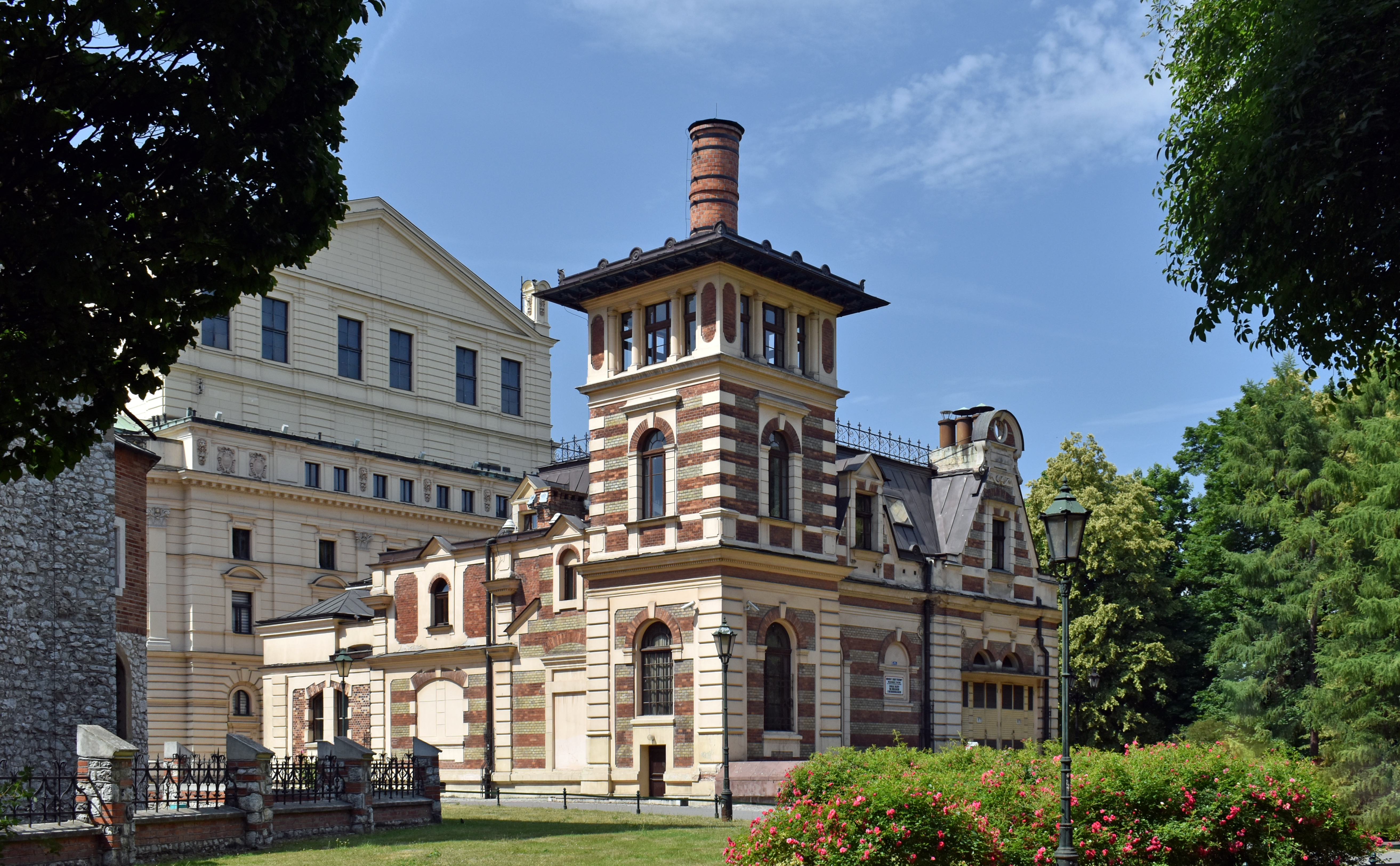
„Dom Machin”, dawna elektrownia i malarnia Teatru Słowackiego (1892) Kraków pl. Świętego Ducha 2
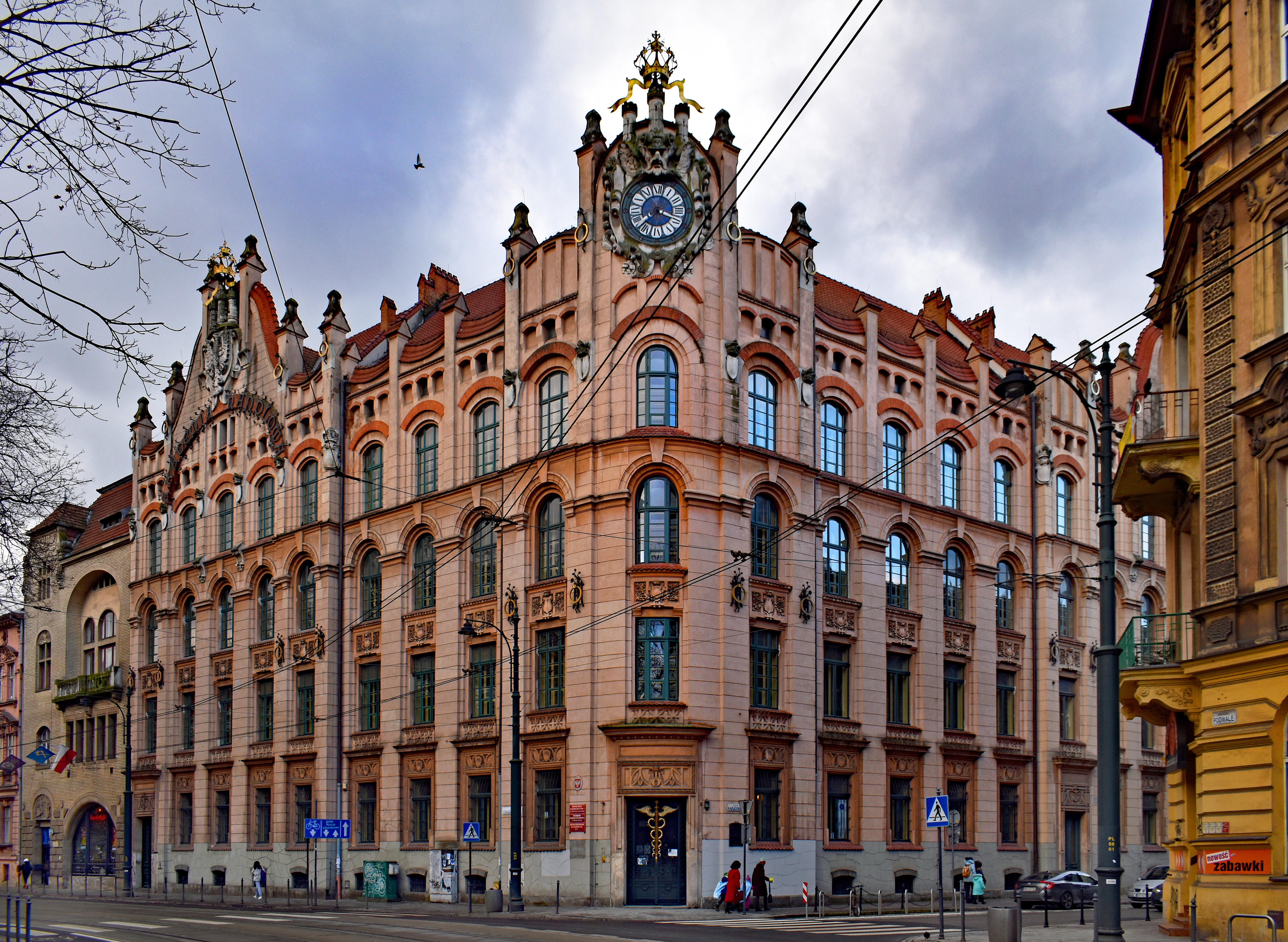
Szkoła Handlowa (1904) Kraków ul. Kapucyńska 2
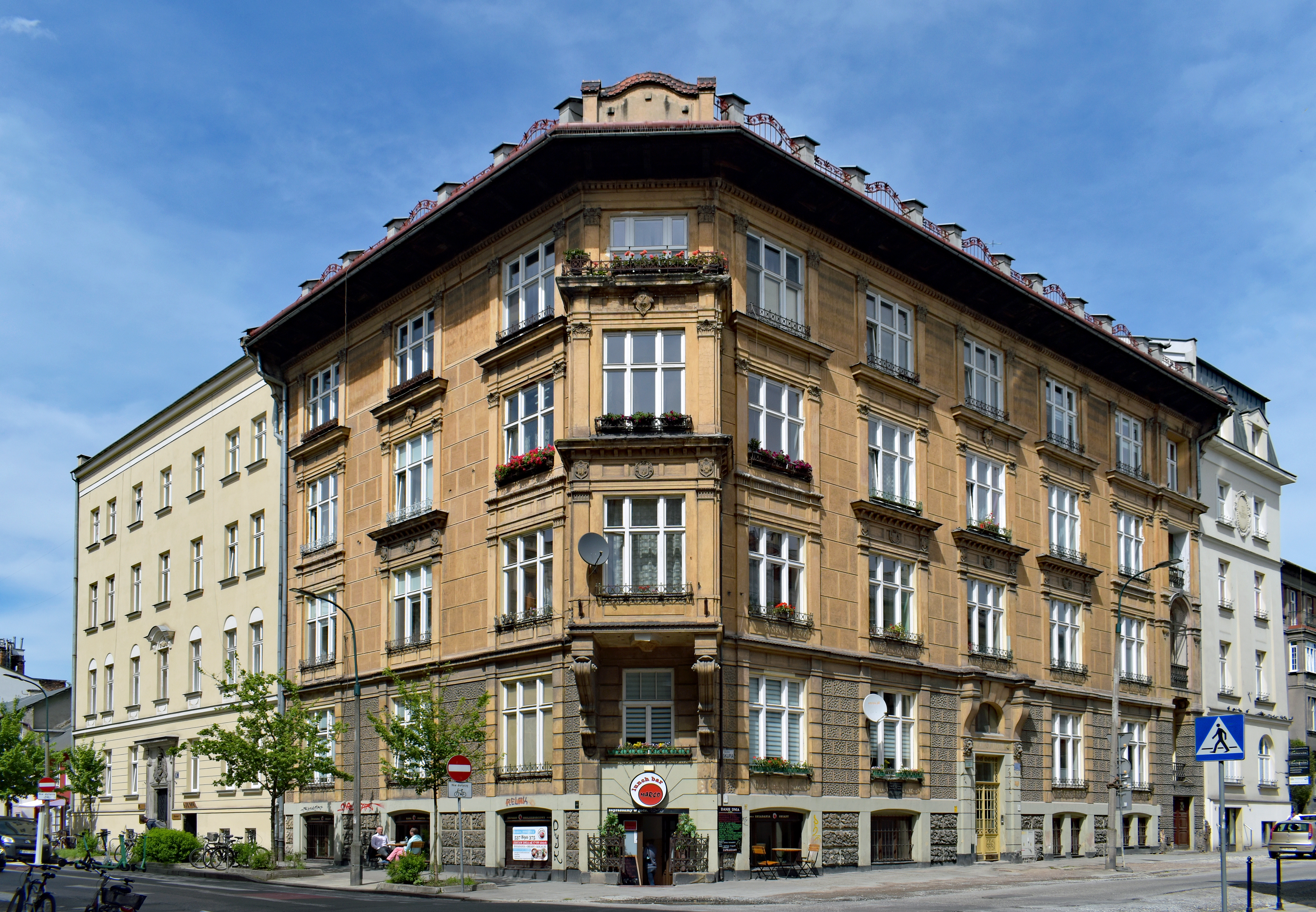
Jasny Dom-dom własny (1909) Kraków, ul. Biskupia 2
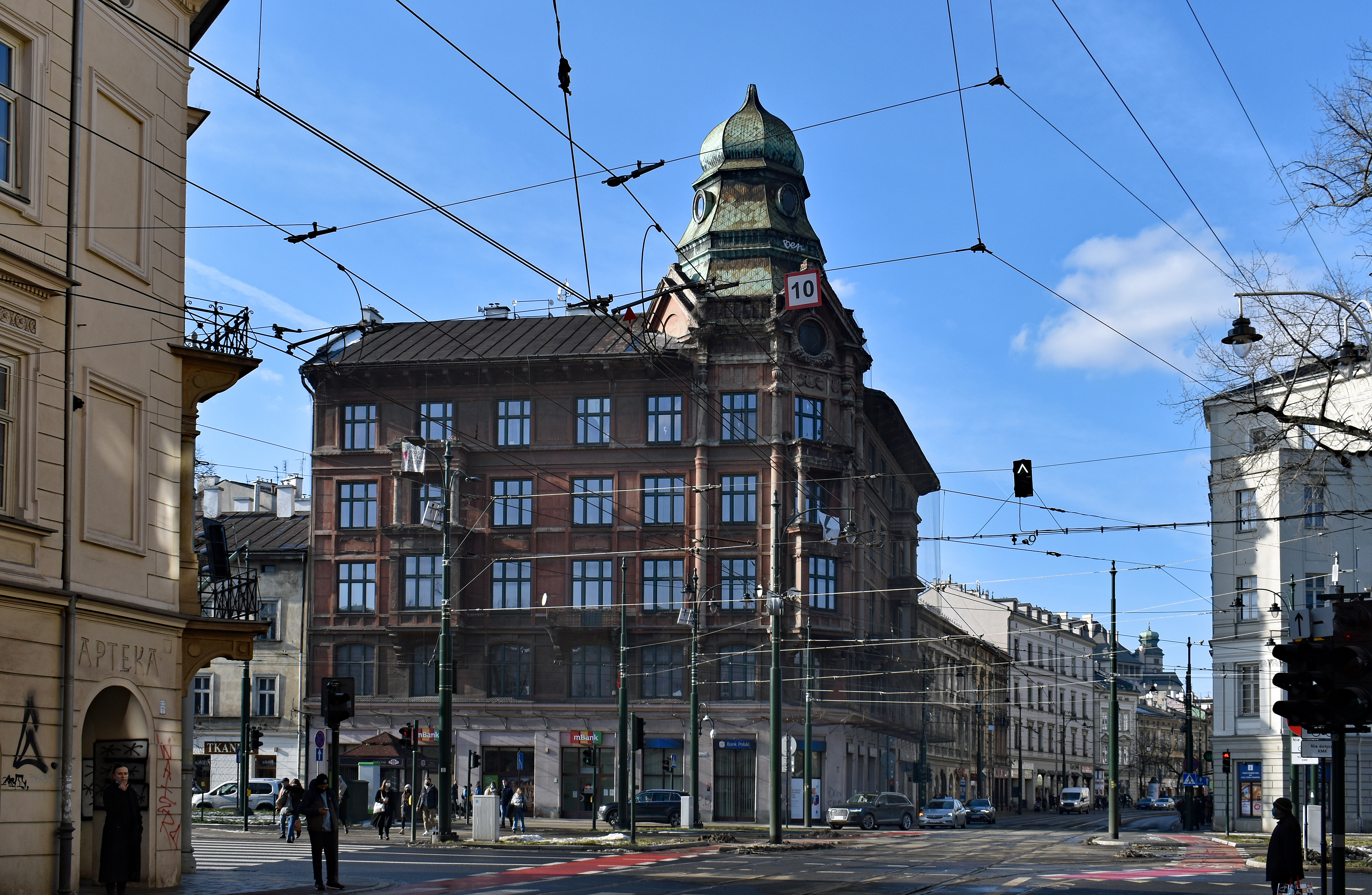
Kamienica Ohrensteina (1911) Kraków, ul. Dietla 42
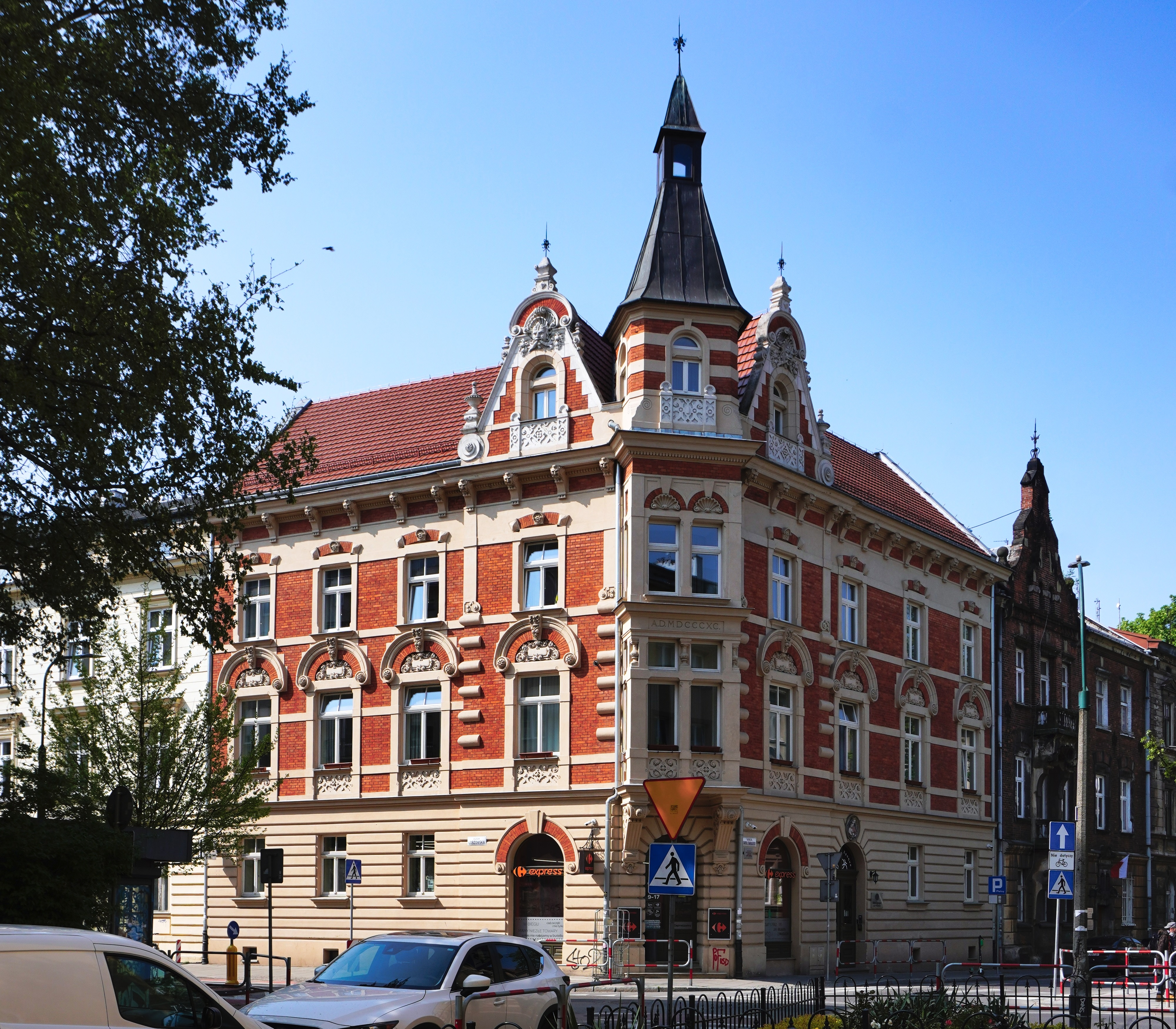
Kamienica Turnauów (1889–1890) Kraków,  ul. Siemiradzkiego 2 ( ul. Łobzowska 28)
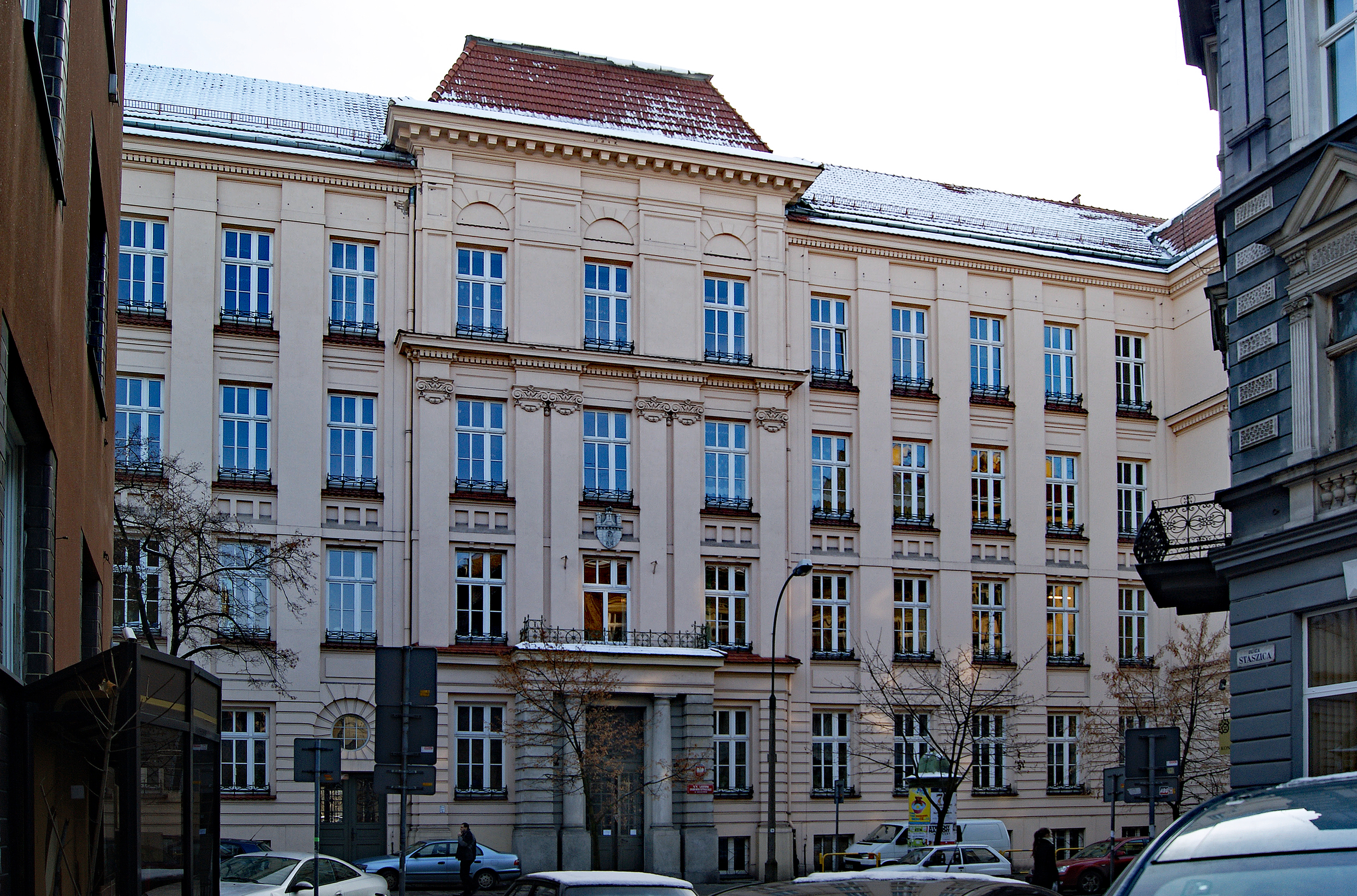
Dawna szkoła św. Floriana, obecnie XX LO (1911) Kraków,  ul. Szlak 5-7